# Gare de Herentals
La gare de Herentals (en néerlandais : station Herentals) est une gare ferroviaire belge de la ligne 15, d'Anvers à Hasselt et de la ligne 29, d'Aarschot à Tilbourg (Pays-Bas) située dans la ville de Herentals, dans la province d'Anvers en Région flamande.
C'est une gare de la Société nationale des chemins de fer belges (SNCB) desservie par des trains InterCity (IC), Suburbains (S33), d'Heure de pointe (P), Suburbains (S), Heure de pointe (P) et Touristiques (T) (durant les vacances d'été).

## Service des voyageurs

### Accueil
Gare SNCB, elle dispose d'un bâtiment munis de guichets et d'un automate pour la vente des billets. Un parking pour les voitures et une aire de parcage pour les vélos se trouvent à proximité.
Les quais sont accessibles par un tunnel sous voies.

### Desserte
Herentals est desservie par des trains InterCity (IC), Suburbains (S33), d'Heure de pointe (P) et Touristiques (T) de la SNCB circulant sur la ligne commerciale 15 : Anvers - Lierre - Mol - Hasselt (voir brochure SNCB de la ligne 15).

#### Semaine
La desserte est constituée de quatre relations cadencées à l'heure : 
- des trains IC-10 reliant Anvers-Central à Bourg-Léopold et Hasselt ou Hamont via Mol, toutes les heures (à Mol, ces trains sont divisés en deux, une partie repart vers Hasselt, l'autre vers Hamont) ;
- des trains IC-11 reliant Binche à Turnhout via La Louvière, Bruxelles et Malines ;
- des trains IC-30 reliant Anvers-Central à Turnhout ;
- des trains de la ligne S33 du réseau S anversois circulant entre Anvers-Central et Mol (toutes les heures).

Plusieurs trains supplémentaires desservent également Herentals en heure de pointe :
- deux trains P de Mol ou Neerpelt à Bruxelles-Midi via Malines (le matin, dans l’autre sens en fin d’après-midi) ;
- deux trains P de Lierre à Herentals (le matin, dans l’autre sens en fin d’après-midi) ;
- trois trains S33 supplémentaires de Herentals à Anvers-Central (le matin, dans l’autre sens en fin d’après-midi).

#### Week-end et fériés
Les deux seules dessertes régulières est constituée par les trains IC-10 et IC-30, circulant comme en semaine.
- Le dimanche, en soirée, il existe deux trains P reliant Hamont ou Mol à Heverlee (près de Louvain) (ils ne circulent pas durant les congés).

#### Vacances
Durant les vacances d'été deux trains T de la desserte "côte express" relient respectivement Neerpelt et Turnhout à Blankenberge, le matin, et effectuent le trajet inverse en fin d'après-midi. Ils permettent également d'atteindre Malines, Termonde, Gand et Bruges.
Les trains de- et vers Turnhout ne circulent que durant les week-ends ; les autres roulent tous les jours.

## Comptage voyageurs
Ce graphique et tableau montre le nombre de voyageurs embarquant en moyenne durant la semaine, le samedi et le dimanche.
| Nombre de passagers qui embarquent à la gare de Herentals | Nombre de passagers qui embarquent à la gare de Herentals | Nombre de passagers qui embarquent à la gare de Herentals | Nombre de passagers qui embarquent à la gare de Herentals |
|                                                           | Semaine                                                   | Samedi                                                    | Dimanche                                                  |
| --------------------------------------------------------- | --------------------------------------------------------- | --------------------------------------------------------- | --------------------------------------------------------- |
| 1977                                                      | 1 773                                                     | 391                                                       | 384                                                       |
| 1978                                                      | 1 982                                                     | 428                                                       | 657                                                       |
| 1979                                                      | 2 287                                                     | 635                                                       | 750                                                       |
| 1980                                                      | 2 141                                                     | 669                                                       | 788                                                       |
| 1981                                                      | 2 293                                                     | 784                                                       | 1 009                                                     |
| 1982                                                      | 2 315                                                     | 604                                                       | 914                                                       |
| 1983                                                      | 2 144                                                     | 456                                                       | 792                                                       |
| 1984                                                      | 1 999                                                     | 507                                                       | 559                                                       |
| 1985                                                      | 2 063                                                     | 562                                                       | 608                                                       |
| 1986                                                      | 1 972                                                     | 598                                                       | 649                                                       |
| 1987                                                      | 1 880                                                     | 617                                                       | 665                                                       |
| 1988                                                      | 1 988                                                     | 771                                                       | 707                                                       |
| 1989                                                      | 1 862                                                     | 562                                                       | 619                                                       |
| 1990                                                      | 1 925                                                     | 673                                                       | 654                                                       |
| 1991                                                      | 1 896                                                     | 695                                                       | 742                                                       |
| 1992                                                      | 1 994                                                     | 720                                                       | 750                                                       |
| 1993                                                      | 2 027                                                     | 878                                                       | 829                                                       |
| 1994                                                      | 2 531                                                     | 955                                                       | 780                                                       |
| 1995                                                      | 2 379                                                     | 1 115                                                     | 985                                                       |
| 1996                                                      | 2 776                                                     | 962                                                       | 1 042                                                     |
| 1997                                                      | 2 551                                                     | 1 157                                                     | 1 079                                                     |
| 1998                                                      | 2 679                                                     | 1 053                                                     | 1 062                                                     |
| 1999                                                      | 2 337                                                     | 912                                                       | 964                                                       |
| 2000                                                      | 2 535                                                     | 1 026                                                     | 918                                                       |
| 2001                                                      | 2 357                                                     | 890                                                       | 846                                                       |
| 2002                                                      | 2 463                                                     | 873                                                       | 946                                                       |
| 2003                                                      | 2 339                                                     | 896                                                       | 952                                                       |
| 2004                                                      | 2 989                                                     | 972                                                       | 1 026                                                     |
| 2005                                                      | 2 857                                                     | 1 063                                                     | 1 328                                                     |
| 2006                                                      | 2 909                                                     | 1 073                                                     | 1 027                                                     |
| 2007                                                      | 3 173                                                     | 1 204                                                     | 1 442                                                     |
| 2008                                                      | -                                                         | -                                                         | -                                                         |
| 2009                                                      | 3 556                                                     | 1 353                                                     | 1 201                                                     |
| 2010                                                      | -                                                         | -                                                         | -                                                         |
| 2011                                                      | -                                                         | -                                                         | -                                                         |
| 2012                                                      | 5 015                                                     | 936                                                       | 904                                                       |
| 2013                                                      | 4 620                                                     | 987                                                       | 1 016                                                     |
| 2014                                                      | 4 003                                                     | 1 106                                                     | 1 102                                                     |
| 2015                                                      | 3 631                                                     | 952                                                       | 967                                                       |
| 2016                                                      | 3 748                                                     | 1 005                                                     | 1 067                                                     |
| 2017                                                      | 3 698                                                     | 1 279                                                     | 1 163                                                     |
| 2018                                                      | 3 966                                                     | 1 287                                                     | 1 159                                                     |
| 2019                                                      | 3 881                                                     | 1 161                                                     | 1 115                                                     |
| 2020                                                      | 2 261                                                     | 2 467                                                     | 2 259                                                     |
| 2021                                                      | -                                                         | -                                                         | -                                                         |
| 2022                                                      | 3 282                                                     | 1 339                                                     | 1 352                                                     |
| 2023                                                      | 2 789                                                     | 2 154                                                     | 2 131                                                     |
| 2024                                                      | 2 834                                                     | 1 194                                                     | 1 284                                                     |

Galerie de photographies
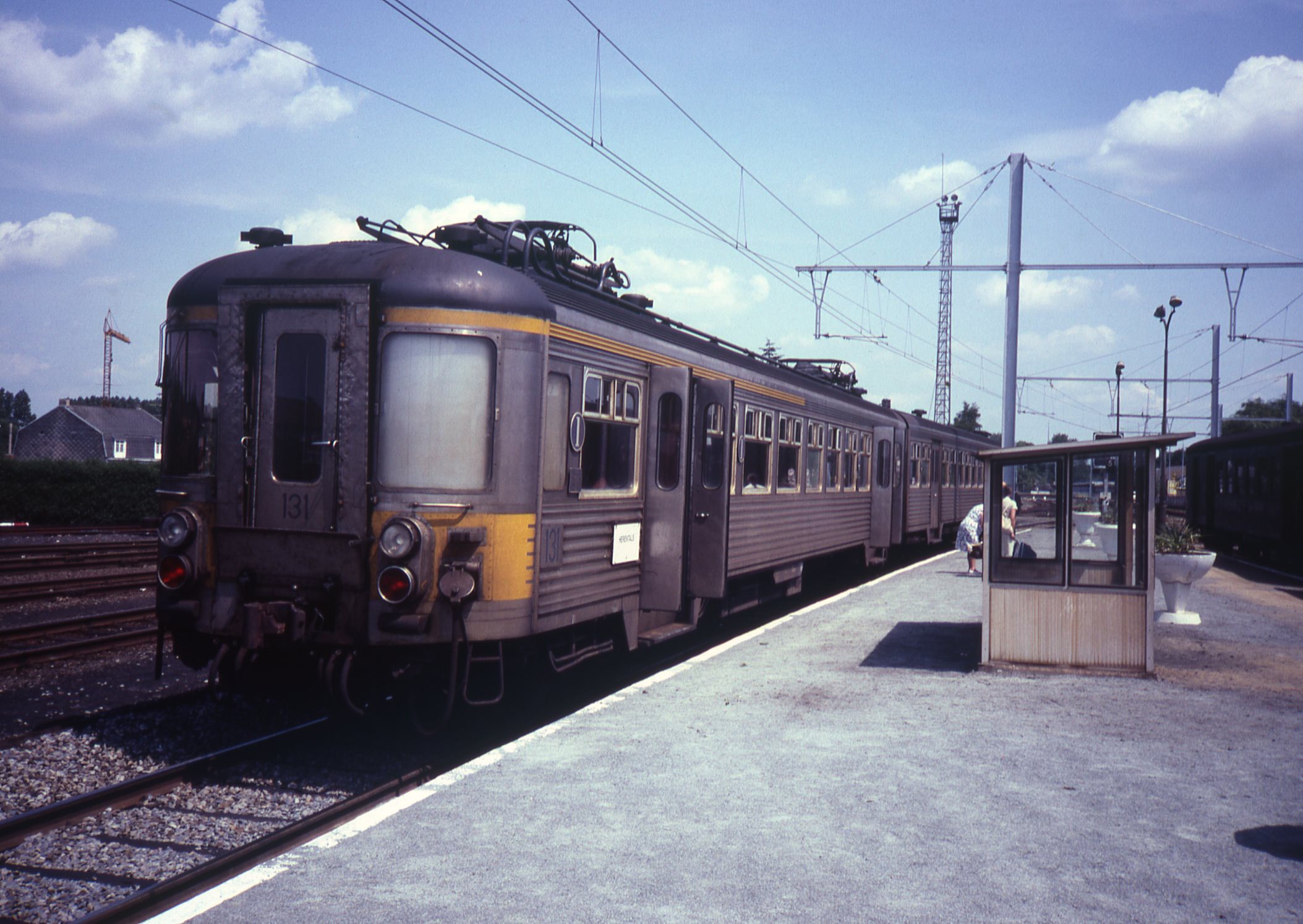
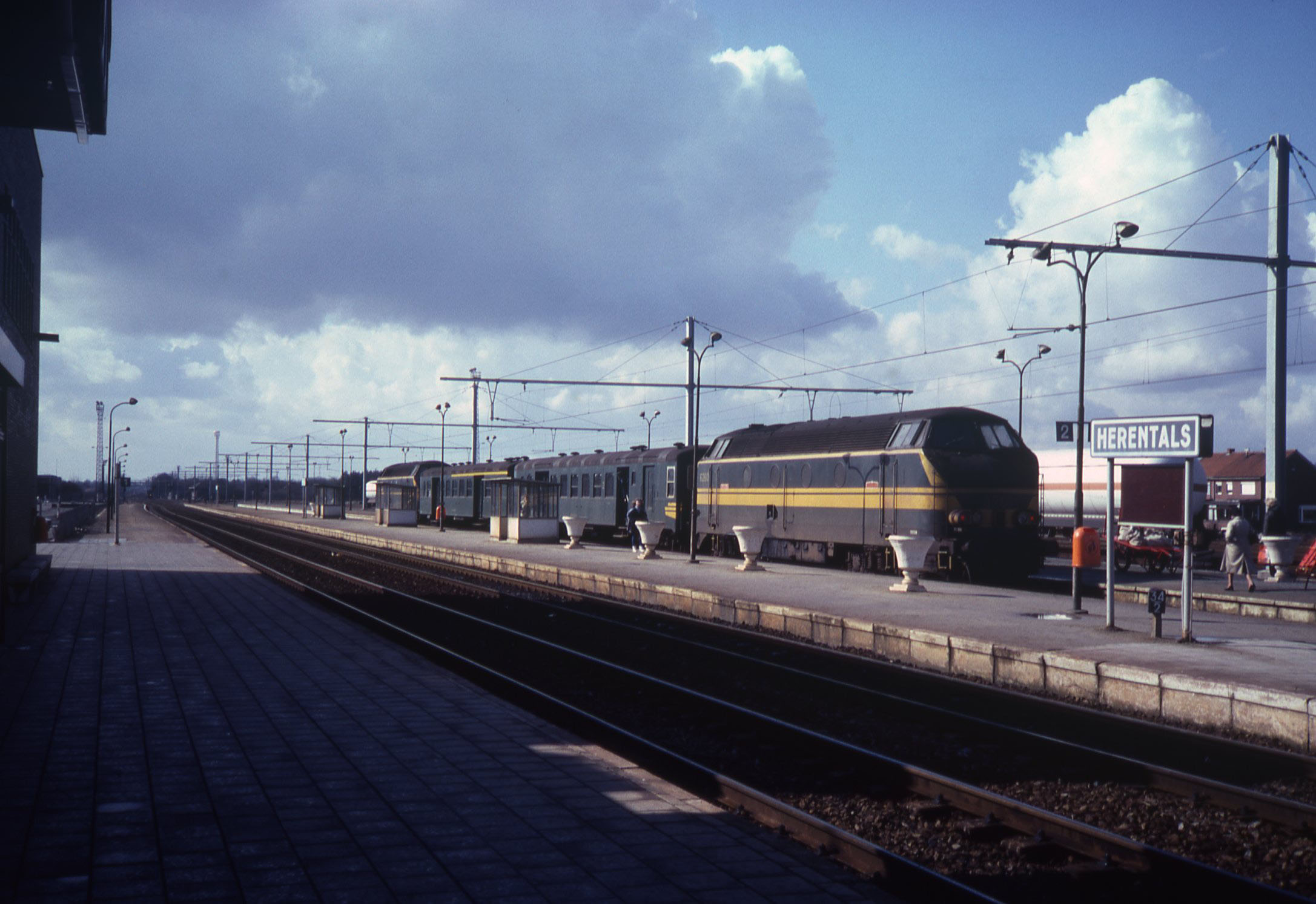
Trains en gare (1981-1982).
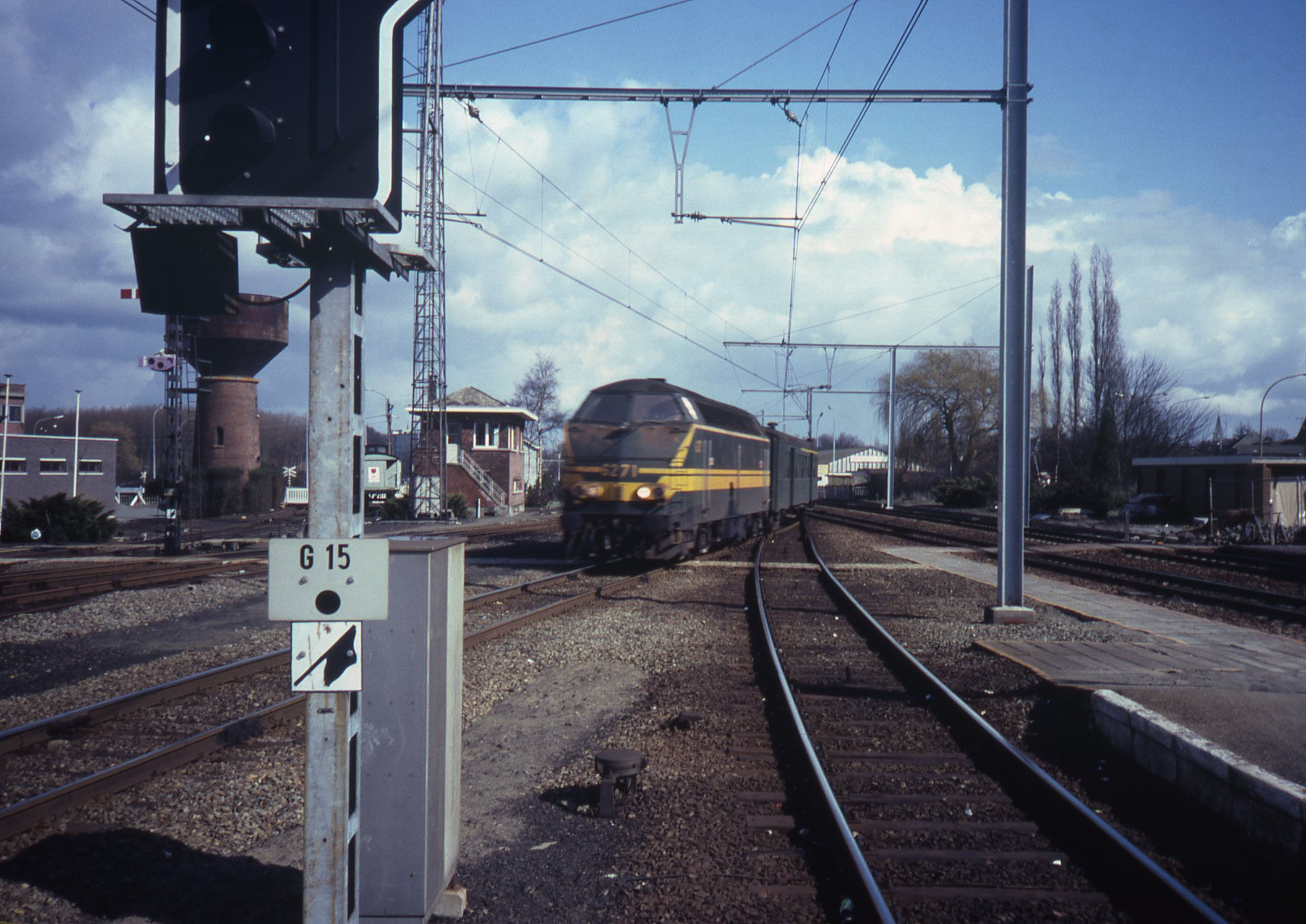